# Justyn (imię)
Justyn – imię męskie pochodzenia łacińskiego, od „iustus” – sprawiedliwy.
Imię rzadkie. W styczniu 2025 r. w rejestrze PESEL, wśród publicznie dostępnych danych dotyczących osób żyjących, wykazano 458 mężczyzn o imieniu Justyn nadanym jako imię pierwsze.
Żeński odpowiednik: Justyna
Justyn imieniny obchodzi: 13 kwietnia, 1 czerwca (dawniej 14 kwietnia), 14 czerwca, 31 lipca, 1 sierpnia, 17 września, 5 października.

## Mężczyźni o imieniu Justyn
- Justyn I – cesarz bizantyjski,
- Justyn II – cesarz bizantyjski,
- Justin Chatwin – kanadyjski aktor,
- Justin Bieber – kanadyjski wokalista,
- Justin Lisso – niemiecki skoczek narciarski,
- Justin Lockey – brytyjski gitarzysta,
- św. Justyn Męczennik – apologeta,
- Justyn Mackiewicz – major piechoty Wojska Polskiego, kawaler Orderu Virtuti Militari, ofiara zbrodni katyńskiej,
- Justin Murisier – szwajcarski narciarz alpejski,
- Justin Gatlin – lekkoatleta, sprinter,
- Justin Timberlake – amerykański piosenkarz i aktor,
- Justin Torkildsen – amerykański aktor,
- Justin Theroux – amerykański aktor,
- Justin Trudeau – kanadyjski polityk,
- Andrzej Justyn Piszel – polski informatyk i polityk, poseł na Sejm X kadencji,
- Justyn Piskorski – prawnik, karnista, sędzia Trybumału Konstytucyjnego,
- Justyn Węglorz – polski koszykarz, olimpijczyk z Moskwy 1980.